# Benjamin Moukandjo
Benjamin Moukandjo (Duala, 12 de novembro de 1988), é um futebolista camaronês que atua como atacante. Atualmente, está sem clube.

## Carreira
Esteve no plantel da seleção camaronesa na Copa do Mundo de 2014 e representou o elenco da Seleção Camaronesa de Futebol no Campeonato Africano das Nações de 2017.

## Títulos
Seleção Camaronesa
- Campeonato Africano das Nações: 2017